# Vattendrag i Sverige (G–I)
Siffrorna efter vattendragens namn är deras totala längd i kilometer. För längder fr.o.m. ett par mil och uppåt har en avrundning till hel- och halvmil skett. Vattendrag med flodområden klart över fyra kvadratmil står med fet stil.
- Gagnån 14
- Galasjöån 30
- Gallakbäcken 20
- Gallbäcken 15
- Gallån 20
- Galtströmmen 16
- Galvattsån 20
- Galån[förtydliga] 35
- Gammalån 20
- Gammelstillaån 20
- Gammelån 6
- Gannan 20
- Gardsjöbäcken 35
- Gargån 80
- Garneälven 20
- Garphytteån 20
- Gavelhytteån 60
- Gavleån 130
- Gejmån 40
- Genevadån 35
- Geran
- Gerisån 7
- Gerseboån 10
- Gerssjöbäcken 14
- Gesundaån 7
- Getabrobäcken 12
- Getaån 13
- Getbroån 20
- Getbroälven 13
- Getterån 48
- Getån 20
- Getån 25
- Gideälven 240
- Gilleran 50
- Gillån 20
- Gimmaån 29
- Gimån 190
- Ginsjöbäcken 20
- Gisselån 13
- Gisselåsån 20
- Gissjöån 16
- Gisslarboån 45
- Gissmansvattenån 17
- Gisterån 25
- Gitsån 30
- Gladbäcken 11
- Glasholmsån 30
- Glasälven 45
- Glimån 13
- Glitterån 13
- Glose å 10
- Glottrabäcken 11
- Glumman 35
- Glötan 25
- Gnarpsån 40
- Gnyltån 16
- Gnällbäcken 13
- Gonäsån 17
- Gopån
- Gopalån 13
- Gothemån 50
- Graften 12
- Granan 35
- Grannebyån 14
- Gransjöån 30
- Granån 25
- Granån 30
- Granån 20
- Granån 35
- Granån 40
- Granån 60
- Granån 20
- Gravan 30
- Gravån 13
- Griffelån
- Grimmavadet 20
- Grimsån
- Grimån 20
- Grisbäcken 16
- Grissleån 13
- Gruckån 30
- Grunan 9
- Grundbäcken 16
- Grundträskbäcken 20
- Grundträskån 25
- Grundöjan 30
- Gryckån 50
- Gryssjögroven 10
- Gryssjöån
- Grytgölsbäcken 12
- Grytsjöån 13
- Grytån 16
- Grytån 8
- Gryvlan 25
- Gråsjöån 11
- Gråskaån 17
- Gråtanån 25
- Gråvalsån
- Gräddån 9
- Gräftån 11
- Grängsjöån 20
- Gräningsån 16
- Grässjöbäcken 20
- Grätnäsån 20
- Gröna 45
- Gröningsån 30
- Grönån 20
- Gröpplebäcken 16
- Gröppleån 15
- Grössjöån 6
- Grövlan 50
- Gullbäcken
- Gullsjöälven 18
- Gullspångsälven 250
- Gullströmsån 18
- Gullträskbäcken 30
- Gulån 25
- Gundleboån 10
- Gunnaboån 20
- Gunnarbäcken 50
- Gunnarsån 7
- Gunnarvattsån 36
- Gunneboån 25
- Guortabäcken 18
- Gusemålabäcken 15
- Gussisjöån 12
- Gussvattenån 8
- Guttan 40
- Gysån 40
- Gyttjeån 18
- Gådaån 12
- Gådeån 45
- Gålarmoraån 16
- Gålösån 15
- Gårdaån 18
- Gårdsjöån
- Gårdsåsälven 13
- Gårdvedaån 65
- Gåsån 6
- Gåsån 11
- Gåxsjönoret 30
- Gäddträskån 30
- Gänsån 30
- Gärdan 25
- Gärdsrudsbäcken 14
- Gärebäcken 15
- Gärsjöbäcken 10
- Gärssjöbäcken 20
- Gärån 16
- Gömda Bäcken 2
- Gönan
- Görjeån 65
- Görslövsån 13
- Göta älv 750
- Götån 13
- Habbestorpebäcken 16
- Haddängsån 20
- Hagaån 25
- Hagbyån 75
- Haggeån 30
- Hagån
- Hagälven 18
- Hajumsälven 35
- Hakerudsälven 20
- Hakån
- Halgån 55
- Hallabäcken 14
- Hallstaån 30
- Halltorpsån 50
- Halån 35
- Hamborgsån  7
- Hammarskogsån 20
- Hammarsån
- Hammelsströmmen 20
- Hamrångeån
- Handsjöån 12
- Handölan 50
- Hanhijoki 20
- Harmångersån 90
- Harrbäcken 12
- Harrijåhka
- Harrijoki 16
- Harrträskbäcken 17
- Harrån 30
- Harsjöbäcken 30
- Hartijoki 20
- Harundan 15
- Harån 15
- Hasselån 11
- Hassjöån 6
- Hasslan 25
- Hasslarpsån 20
- Hasslebäcken 15
- Hasslingsån 35
- Hattabäcken 12
- Hattsjöån 25
- Haukarjåhkå 17
- Havrabäcken 15
- Havsjöälven 12
- Havsvallen 14
- Havån 16
- Hedenlundaån 50
- Hedströmmen 125
- Hedån 9
- Hegelån
- Helgaboån
- Helge å 200
- Helgån 13
- Hemgravsån 30
- Hemliga Bäcken 1
- Hemlingsån 50
- Hemulån 35
- Henan 20
- Henarån
- Henån 25
- Herrestorpeån 9
- Herteån 25
- Herängsån 18
- Hietasenjoki 15
- Himleån 40
- Hindabäcken 25
- Hinnan
- Hinnsjöån 25
- Hian 18
- Hjorsetån 15
- Hjortsbergaån 30
- Hjoån 15
- Hjuksån 45
- Hjulån 8
- Hjåggbölebäcken 20
- Hjärtaredån 30
- Hoan 80
- Hobergsån 14
- Hogarälven 15
- Hokaån 25
- Holmabäcken 18
- Holmsbäcken 9
- Holmsjöbäcken 20
- Holmsundet 20
- Holmsvattsbäcken 18
- Holmsån 20
- Holmträskbäcken 15
- Holmträskbäcken 32
- Holmån 14
- Holtaneälven 10
- Holån
- Horgeån 14
- Hornsjöbäcken 13
- Hornvallaån
- Hornån 17
- Horrmundsvallen 60
- Hosjöån 10
- Hostån
- Hovaån 20
- Hovermoån 40
- Hovgårdsån 15
- Hovmanneån 6
- Huftabäcken 15
- Huhtajoki 20
- Hulabäcken 13
- Hulan 200
- Hulekvillen 12
- Hultsjöån 10
- Hultån 14
- Humlebäcken 17
- Humpån 25
- Hundsjöån 14
- Hundsjöbäcken 18
- Hundån 6
- Husbyån, Haninge kommun 65
- Husbyån, Nyköpings kommun ?
- Husån 90
- Huvudsjöbäcken 30
- Hyboån 17
- Hylteån 16
- Hynnan 13
- Hyttbäcken 15
- Hyttån 17
- Hyttälven 14
- Hagaån 35
- Hallborgsån 25
- Hågaån
- Hålsaxabäcken 13
- Håmojåhka 25
- Hångelån
- Hårkan 180
- Håvaån 40
- Häbbersbäcken 25
- Hädanbergsån 35
- Häggån 50
- Hälan 50
- Hällestadsån 85
- Hällingsån 45
- Hällsjöbäcken 16
- Hällsjöälven 15
- Hällån 20
- Hältorpsån 15
- Hämmensån 17
- Härjån 100
- Härån 12
- Hässjaån 60
- Hästgångsån 14
- Hästån 6
- Hättorpsån 30
- Hättvasselån 9
- Hättälven 12
- Höcklingsbäcken 12
- Högboån 25
- Högerumsån 16
- Högfjärdån 14
- Högforsån 40
- Högforsälven 20
- Högnäsån 25
- Högvadsån 50
- Höje å 40
- Hökesån 20
- Höksjöälven 20
- Hökvattsån 25
- Höljan 35
- Höljån 17
- Hörbyån
- Hörlingeån 30
- Hörnån 70
- Hörtingerumsbäcken 12
- Höstån 10
- Hövern
- Höviksån 11
- Höörsån
- Ickån 35
- Idbyån 40
- Idbäcken 12
- Idbäcken 11
- Idbäcken 18
- Idijoki 50
- Idvattenbäcken 14
- Idån
- Igelälven 25
- Iittojoki 18
- Illån 20
- Imälven 20
- Indalsälven 430
- Indån 18
- Ingsån 6
- Innertavleån
- Insjöbäcken 13
- Inviksån 25
- Ireå 17
- Isalaån 24
- Isnäsström 55
- Isteån 30
- Isträskbäcken 25
- Isätrabäcken 15
- Ittetjuolmajåhkå 17
- Ivarsbyälven 20